# Station IJsselmonde
Station IJsselmonde is een voormalig station aan de Staatslijn I tussen Lage Zwaluwe en Rotterdam DP. Het lag even ten zuiden van het huidige station Rotterdam Stadion.
De stopplaats van IJsselmonde, toen nog een zelfstandige gemeente, was in gebruik van 1 november 1872 tot 1926.
0,0: Breda ·
4,8: Breda-Prinsenbeek ·
6,0: Beek ·
10,8: Langeweg ·
14,9: Lage Zwaluwe ·
18,2: Moerdijk SS (voorm. einde) ·
21,1: Willemsdorp ·
26,9: Dordrecht Zuid ·
29,5: Dordrecht ·
31,5: Zwijndrecht ·
39,1: Barendrecht ·
42,2: Rotterdam Lombardijen ·
43,8: IJsselmonde ·
44,0: Rotterdam Stadion ·
45,0: Mallegat ·
45,1: Rotterdam Zuid ·
46,2: Fijenoord ·
47,5: Rotterdam Blaak ·
49,1: Rotterdam Centraal